# Keenen Ivory Wayans

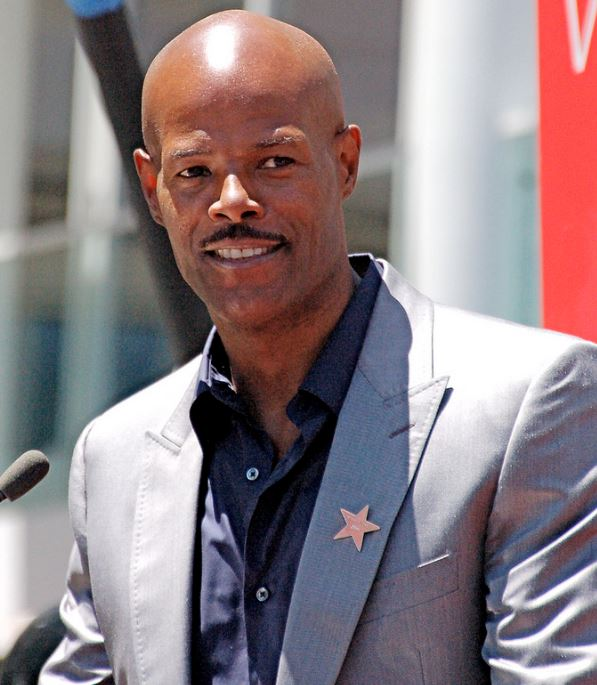
Keenen Ivory Wayans (2013)

Keenen Ivory Wayans (* 8. Juni 1958, New York City, USA) ist ein US-amerikanischer Schauspieler, Regisseur und Produzent.
Er ist der Bruder von Shawn Wayans, Marlon Wayans, Damon Wayans und Kim Wayans.

## Filmografie (Auswahl)

### Als Regisseur
- 1988: Ghettobusters (I’m Gonna Git You Sucka)
- 1994: Mister Cool (A Low Down Dirty Shame)
- 2000: Scary Movie
- 2001: Scary Movie 2
- 2004: White Chicks
- 2006: Little Man

### Als Produzent
- 1987: Eddie Murphy Raw
- 1997: America’s Most Wanted
- 2006: Little Man
- 2009: Dance Flick

### Als Schauspieler
- 1983: Star 80
- 1987: College Fieber
- 1987: Hollywood Shuffle
- 1988: Ghettobusters (I’m Gonna Git You Sucka)
- 1994: A Low Down Dirty Shame (Mr Cool)
- 1996: Hip Hop Hood – Im Viertel ist die Hölle los
- 1996: Glimmer Man
- 1997: America’s Most Wanted
- 2000: Scary Movie
- 2009: Dance Flick – Der allerletzte Tanzfilm
- 2013: Happily Divorced